# 大田土堡群
大田土堡群，位于中国福建省三明市大田县，包括安良堡、芳联堡、光裕堡、广崇堡、琵琶堡、绍恢堡、泰安堡等7座土堡，2009年11月16日以“大田土堡”的名称公布为第七批福建省文物保护单位。2013年3月5日，琵琶堡、芳联堡、安良堡、泰安堡、广崇堂5座土堡以“大田土堡群”的名称公布为第七批全国重点文物保护单位，而光裕堡、绍恢堡仍为省级文物保护单位。
| 名称   | 地址             | 介绍 | 文保级别             |
| ------ | ---------------- | --- | -------------------- |
| 琵琶堡 | 建设镇建国村     | 是一座以防御为主的堡垒式建筑，清乾隆年间（1736—1795年）始建，占地面积2000平方米。                              | 全国重点文物保护单位 |
| 芳联堡 | 均溪镇许思坑村   | 是一座府第式堡垒建筑，清嘉庆十一年（1806年）始建，占地面积3000余平方米。                                       | 全国重点文物保护单位 |
| 安良堡 | 桃源镇东坂畲族村 | 是一座以防御为主，居住为辅的堡垒性建筑，清嘉庆十一年（1806年）始建，占地面积近1200平方米。                     | 全国重点文物保护单位 |
| 泰安堡 | 太华镇小华村     | 为方型土堡，清咸丰丁巳年（1857年）始建，占地面积近1000平方米。                                                 | 全国重点文物保护单位 |
| 广崇堂 | 太华镇小华村     | 整体风格为府第式建筑，居住为主，防御为辅，清咸丰丁巳年（1857年）始建，占地面积1000余平方米。                   | 全国重点文物保护单位 |
| 光裕堡 | 广平镇万筹村     | 是一座府第式民居建筑，清乾隆年间（1736—1795年）始建，占地面积近3000平方米。                                    | 福建省文物保护单位   |
| 绍恢堡 | 广平镇万宅村     | 是一座府第式民居，兼有防御功能，清光绪十一年（1885年）始建，前方后圆，堡内建筑随地势逐级而升，面积2500平方米。 | 福建省文物保护单位   |